# Ancula evelinae
Ancula evelinae är en snäckart som beskrevs av Er. Marcus 1961. Ancula evelinae ingår i släktet Ancula och familjen Goniodorididae. Inga underarter finns listade i Catalogue of Life.